# کنفدراسیون ورزشهای بیلیارد آسیا
کنفدراسیون ورزشهای بیلیارد آسیا (به انگلیسی: Asian Confederation of Billiard Sports) یا ACBS کنفدراسیون منطقه‌ای آسیا در رشته‌های اسنوکر و بیلیارد انگلیسی می‌باشد که از طرف کمیته بین‌المللی المپیک نیز به رسمیت شناخته می‌شود. این کنفدراسیون به عنوان برگزار کننده مسابقات آسیایی و قهرمانی آسیا انجام وظیفه می‌نماید. هم‌اکنون (۲۰۰۷) ریاست آن با آقای سیندهو پولسیریونگ از تایلند و دبیر آن آقای سید محبوب از بنگلادش می‌باشد.